# Diaphanorama

## Definició
Un diaphanorama és un invent ideat pel suís Franz Niklaus König i l'origen del qual es troba en els diorames d'inicis del segle XIX i en els panorames del segle xviii. Es tracta d'una fotografia tridimensional, que acostuma a haver estat realitzada sobre una placa de vidre i de la qual destaca la propietat de la translucidesa, és a dir, que deixa traspassar la llum. L'acabat final sol dur-se a terme sobre paper pintat a l'aquarel·la a la part del darrere i queda adherida a un marc de forma corbada amb l'objectiu de proporcionar-li sensació panoràmica. La part posterior es tapa amb un llenç diàfan, el qual també s'adhereix al marc.

## Funcionament
Tot això es transfereix a una caixa col·locant-hi, en el seu interior i darrere la imatge, una llum que permeti el seu visionament. En els seus orígens, la font de llum utilitzada era la d'una vela, posteriorment, una bombeta incandescent i, finalment, una llum freda. En els exemples de diaphanorama més desenvolupats se'ls aplicava un mecanisme reostàtic mitjançant el qual es podia graduar la llum de darrere de la imatge. Així es podia crear la il·lusió de l'alba i el capvespre i diferents efectes buscats a través d'aquestes imatges, com ara el dia i la nit.
La majoria de les reproduccions presenten una mena de forats en llocs estratègics, que amb la combinació de diferents nivells de gruix, creen l'efecte d'un fanal, d'un canelobre o de la lluna.

## Història
Franz Niklaus König, pintor i escenògraf especialitzat en les pintures paisatgístiques, utilitzà la tècnica per transmetre mitjançant les seves imatges una gran sensació de profunditat i realisme. Els diaphanorames originals estaven aparentment pintats sobre paper transparent i es desconeix quan el vidre passà a ser el mitjà de treball. König va escriure sobre la seva obra en un llibre titulat 1765-1832.
Durant la primera dècada del segle xix, Franz Niklaus König va dur a terme diversos experiments de pintures sobre teles transparents i no fou fins al 1815, que va inaugurar la seva Exposition du Diaphanorama de la Suisse, la qual es tractava d'una sèrie de vuit paisatges a l'aquarel·la sobre paper parcialment oleat, sal produïda a través de la barreja entre un àcid oleic i una base, en certa manera ratllat sobre la superfície posterior per obtenir diferents graus de transparències, ja que les pintures estaven il·luminades per la part del darrere, mostrades al públic en un ambient semiobscur.